# Oon Chong Teik
Oon Chong Teik (* 31. August 1936) ist ein ehemaliger malaysischer Badmintonspieler.
Oon studierte in Cambridge Medizin und konnte dabei auch seiner Badminton-Leidenschaft frönen. In seinem Studienland stand er 1961 und 1962 im Semifinale der All England, den damaligen inoffiziellen Weltmeisterschaften. Zuvor hatte er 1957 bereits die Welsh Open im Einzel und die Scottish Open im Doppel mit Eddy Choong gewonnen. Mit Eddy Choong erkämpfte er sich auch Platz eins bei den 1957er Dutch Open und den Irish Open desselben Jahres. 1961 siegte er bei den Belgian International sowohl im Einzel als auch im Doppel mit Ole Mertz. 1963 nutzte er seinen Aufenthalt in Europa zu einem Abstecher in die DDR, wo er zwei Turniersiege in Tröbitz einfuhr. 1964 war er bei den French Open mit seinem Bruder Oon Chong Jin erfolgreich.
Seine größte sportliche Enttäuschung war das Thomas-Cup-Finale 1958, wo er nicht eingesetzt wurde, obwohl er sich persönlich als Nummer eins oder zwei Malayas fühlte.